# Glicocalix
Glicocalix - Reprezintă molecule de oligozaharide, monozaharide, glicoproteine și glicolipide „ancorate” în plasmalemă. Glicocalixul îndeplinește funcții de receptor și de marker și este implicat, de asemenea, în asigurarea selectivității transportului de substanțe și a digestiei parietale(premembranoase). Prezența glicocalixului este caracteristică celulelor animale, însă se găsește și în bacterii.
Glicocalixul este un complex situat pe membrana celulară, fiind implicat în formarea contactelor dintre celule.